# 스타맨 (영화)
《스타맨》(Starman)은 미국에서 제작된 존 카펜터 감독의 1984년 영화이다. 제프 브리지스 등이 주연으로 출연하였고 래리 J. 프랭코 등이 제작에 참여하였다. 보이저 2호 우주 탐사에 설치된 보이저 금제 음반에서 발견된 초대에 반응하여 지구로 와서 휴머노이드 몸체를 복제하는 외계인의 이야기를 다룬다.

## 출연

### 주연
- 제프 브리지스
- 카렌 알렌

### 조연
- 찰스 마틴 스미스
- 리차드 재켈
- 로버트 펄린
- 토니 에드워즈
- 존 월터 데이비스

## 기타
- 공동제작: 베리 베르날디
- 미술: 다니엘 A. 로미노
- 배역: 제니퍼 셜